# Ndji
Ndji  est une localité de la région du Centre au Cameroun, localisée dans la commune de Batchenga et le département de la Lekié.

## Population
Lors du recensement de 2005, ce nombre s'élevait à 633.